# アンドリアス・ウイスニウスキー
アンドリアス・ウイスニウスキー（Andreas Wisniewski, 1959年7月3日 - ）は、ドイツ・ベルリン出身の俳優。俳優になる前はダンサーであった。

## 人物
1986年、ケン・ラッセルの『ゴシック』で映画デビュー。翌年には『007 リビング・デイライツ』で殺し屋役、『ダイ・ハード』のテロリスト役と悪役が続く。その後はあまり映画には出演せず、ドイツでのテレビ出演が多い。
私生活では3人の子供を授かる。
現在は禅修行に励んでいる。

## 主な出演作品
- ゴシック Gothic （1986年）
- アリア『トゥーランドット』 Aria 『Nessun dorma』 (1987年)
- 007 リビング・デイライツ The Living Daylights （1987年）
- ダイ・ハード Die Hard （1988年）
- デスマシーン Death Machine (1995年)
- ミッション:インポッシブル Mission Impossible （1996年）
- サバイビング・ピカソ Surviving Picasso （1996年）
- アウトバーンコップ Alarm für Cobra 11 – Die Autobahnpolizei （1998年）
- ヒーロー＆アザー・カワーズ Helden und andere Feiglinge (1998年)
- S.A.S. 英国特殊部隊 Ultimate Force (2002年)
- 監禁ハイウェイ Hush (2008年)
- スコーピオン・キング2 The Scorpion King 2: Rise of a Warrior (2008年) ※ビデオ映画
- センチュリオン Centurion (2010年)
- アーバン・エクスプローラー Urban Explorer (2011年)
- ミッション:インポッシブル/ゴースト・プロトコル Mission: Impossible – Ghost Protocol (2011年)